# Listă de personalități din Năsăud
Această pagină este o listă de personalități originare sau conectate de orașul Năsăud și dispuse în ordine alfabetică.

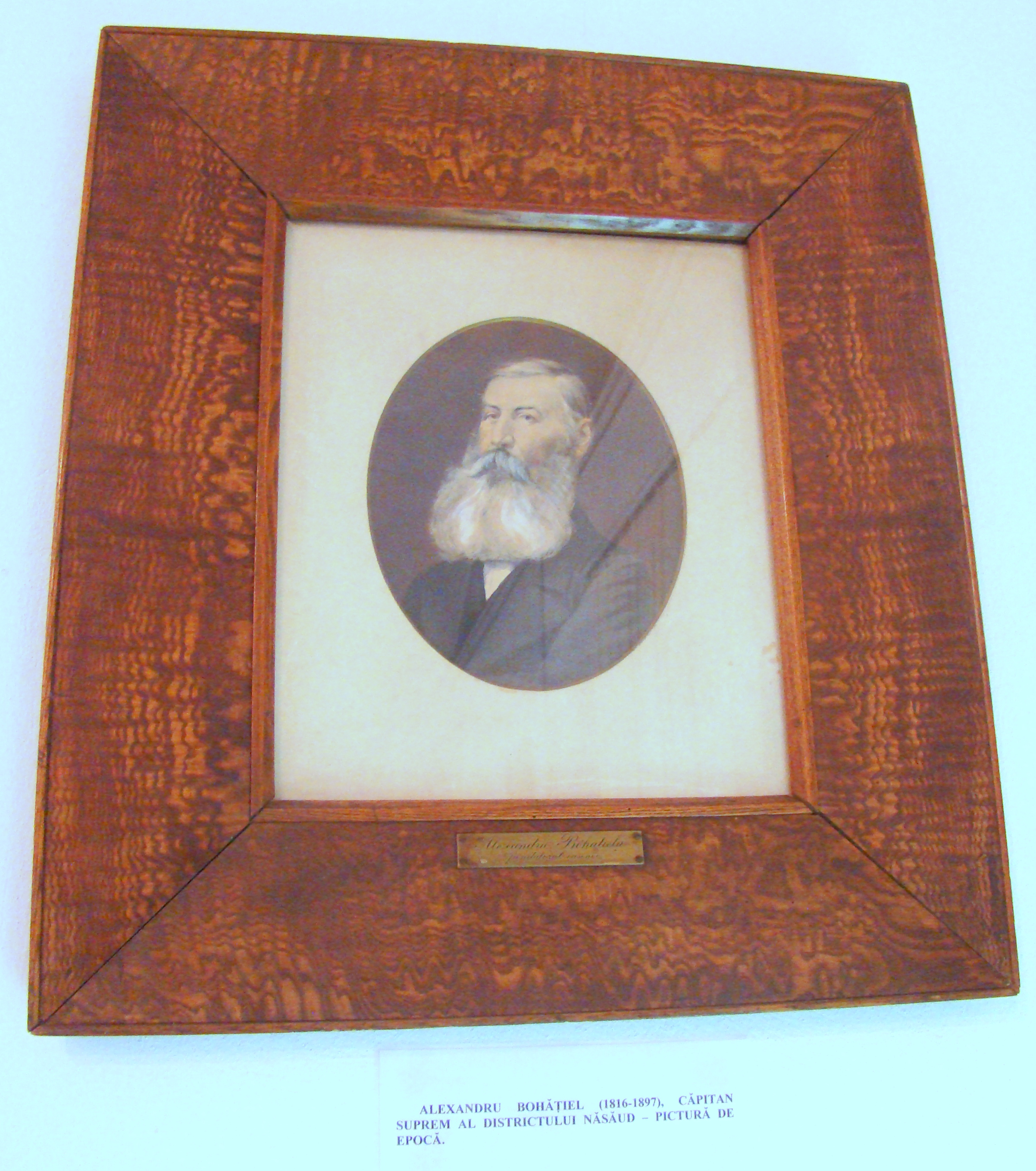
Alexandru Bohățiel, conducătorul Districtului autonom al Năsăudului (pictură de epocă)

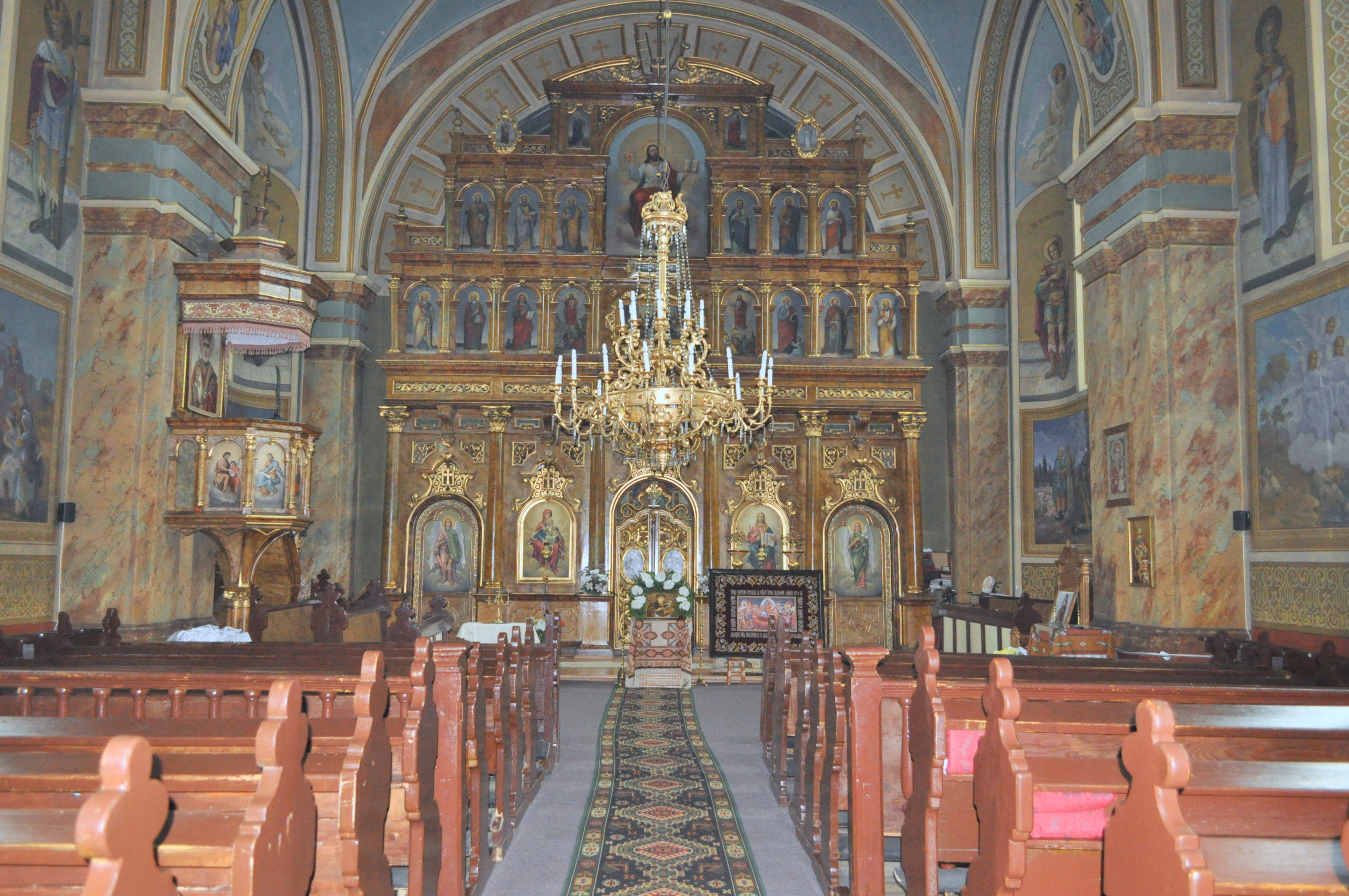
Biserica „Sfântul Nicolae” din Năsăud, construită în 1884, vechea biserică a vicariatului greco–catolic de Rodna, în care a slujit, până la trecerea la cele veșnice, vicarul foraneu, Pr. Grigore Moisil.

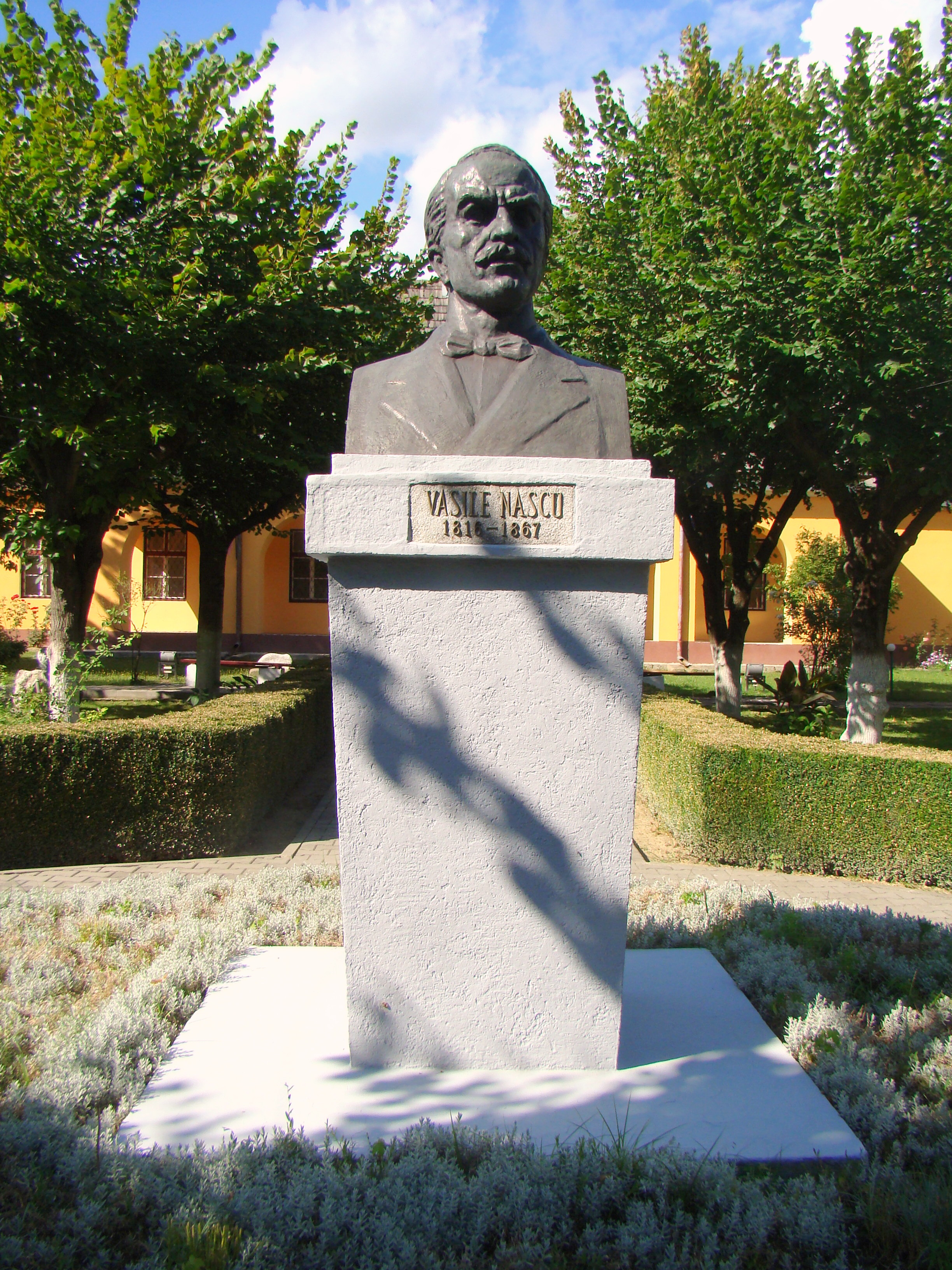
Bustul lui Vasile Nașcu (monument istoric) din curtea Muzeului Grăniceresc din Năsăud

- Nicolae Bălan (1882-1955) mitropolit ortodox al Ardealului;
- Alexandru Bohățiel, conducătorul districtului autonom al Năsăudului în cea de a doua jumătate a secolului al XIX-lea;
- Ioan Cherteș (1911-1992), episcop unit de Cluj-Gherla (greco-catolic), deținut politic;
- George Coșbuc (1866-1918) poet, scriitor, gazetar;
- Miron Cristea (1868-1939), primul patriarh al Bisericii Ortodoxe Române;
- Leon Silviu Daniello (1898-1970), profesor universitar (medic ftiziolog);
- Vasile Dîncu, senator, ministru
- Gherasim Domide, protopop unit (greco-catolic), memorandist;
- Nicolae Drăganu (1884-1939), filolog, lingvist și istoric literar;
- Vasile Fabian-Bob (1795-1836), pedagog;
- Iuliu Hossu (1885-1970) cardinal, episcop unit (greco-catolic) de Cluj-Gherla, deținut politic și religios;
- Alexandru Husar (1920-2009), profesor, cercetător, filolog;
- Traian Ionașcu (1897-1981), jurist;
- Emil Isac (1886-1954) poet, dramaturg și gazetar;
- Simeon Florea Marian (1847-1907) folclorist si etnograf;
- Iulian Marțian (1867-1937) militar, om de cultură;
- Veronica Micle (1850-1889), poetă;
- Constantin Moisil (1876-1952), numismat;
- Grigore Moisil (vicar) (1814-1881), vicar foraneu, protopop unit (greco-catolic) al Năsăudului, unul dintre fondatorii Gimnaziului Superior Confesional Grăniceresc, astăzi Colegiul Național „George Coșbuc”;
- Tiberiu Moraru (1905-1982) academician, profesor universitar de geografie la Cluj, membru al Academiei Române;
- Iacob Mureșianu (1812-1887) profesor si publicist;
- Ovidiu Nimigean (n. 1962) poet, eseist și publicist;
- Moise Panga (n.1804, Racovița – d. 1866, Orlat) - învățător și pedagog, publicist;
- Ioan Para (1744-1809) vicar foraneu, protopop unit (greco-catolic) al Năsăudului, una din figurile de seamă ale intelectualității române transilvănene din secolul al XVIII-lea, coautor al petiției Supplex Libellus Valachorum;
- Vasile Petri (1833-1905), pedagog
- Grigore (Gregoriu) Pletosu (1848-1934), preot ortodox, protopop al Bistriței,unul din delegații la Marea Adunare Națională de la Alba Iulia;
- Leonida Pop (1831-1908), general și mareșal al armatei imperiale austriece, consilier al împăratului Francisc Iosif I;
- Sever Pop (1901-1961), lingvist, profesor universitar al Universității Catolice Louvain, Belgia;
- Ion Pop-Reteganul (1853-1905), etnolog, publicist;
- Florian Porcius (1816-1906), profesor, botanist;
- Iuliu Prodan (1875-1959), botanist;
- Dumitru Protase (n. 1926), profesor, istoric, membru de onoare al Academiei Române;
- Liviu Rebreanu (1885-1944), romancier și publicist, membru al Academiei Române;
- Grigore Silași (1836-1897), protopop unit (greco-catolic), lingvist, profesor universitar, membru de onoare al Academiei Române;
- Virgil Șotropa (1867-1954), profesor filolog, publicist, membru de onoare al Academiei Române;ș[1]